# Кирт, Магнус
Магнус Кирт (эст. Magnus Kirt; род. 10 апреля 1990 года) — эстонский метатель копья, бронзовый призёр чемпионата Европы 2018 года и серебряный призер чемпионата мира 2019 года.

## Биография
Представлял Эстонию на Олимпийских играх в Рио-де-Жанейро 2016 года, занял 23-е место в квалификации (79,33 м) и не вышел в финал.
На чемпионате Европы 2018 года в Берлине завоевал бронзовую медаль.
Выиграл «Бриллиантовую лигу» 2019 года в Рабате,а осенью на чемпионате мира в Дохе завоевал серебряную медаль. В этом же году установил рекорд Эстонии в метании копья — 90 метров и 61 сантиметр.
В 2018 и 2019 году был признан лушим спортсменом Эстонии.

## Лучшие результаты по сезонам
- 2009 – 72.97
- 2010 – 71.41
- 2011 – 70.07
- 2012 – 76.97
- 2013 – 79.82
- 2014 – 79.70
- 2015 – 86.65
- 2016 – 84.47
- 2017 – 86.06
- 2018 – 89.75
- 2019 - 90.61[7]